# Шеларі
Шеларі (рум. Șelari) — село у повіті Арджеш в Румунії. Входить до складу комуни Валя-Маре-Правец.
Село розташоване на відстані 122 км на північний захід від Бухареста, 50 км на північ від Пітешть, 147 км на північний схід від Крайови, 57 км на південний захід від Брашова.

## Населення
За даними перепису населення 2002 року у селі проживали 404 особи. Усі жителі села рідною мовою назвали румунську.
Національний склад населення села:
| Національність | Кількість осіб | Відсоток |
| -------------- | -------------- | -------- |
| румуни         | 398            | 98,5%    |
| цигани         | 6              | 1,5%     |